# Árvay család (iszkázi)
Az iszkázi Árvay család egy Veszprém illetve Zala vármegyei nemesi család.

## A család története
1690. július 20-án Árvay János az Erdődy grófok uradalmi igazgatója címeres nemeslevelet szerzett I. Lipót magyar királytól. Árvay Jánosnak Koffer Judittól született több gyermeke, azonban csak két fiúgyermek tovább vitte a családot és egyben külön-külön ágat alapított: az egyik Árvay Sándor, a mogyorókeréki uradalom tiszttartója elvette Veszprémben 1722. április 6-án bonyhádi Perczel Zsuzsanna kisasszonyt, akinek a szülei Perczel Tamás és Eöry Zsuzsanna voltak; a másik Árvay József, a Veszprém püspöksége ügyésze, akinek az első neje Welberth Katalin, a második hitvesét martonfalvai Martonfalvay Klára kisasszonyt, Martonfalvay Ádám földbirtokos és bojári Vigyázó Erzsébet lányát Iszkázon 1762 február 4-én vette el. Árvay József második hitvese révén örökölte a Veszprém megyei Iszkáz földbirtokot, amely után a nemesi előnevét viselte.

### Sándor ága
Árvay Sándor, a mogyorókeréki uradalom tiszttartója, és bonyhádi Perczel Zsuzsanna frigyéből egy leány- és több fiúgyermek született: medgyesi Medgyessy Antalné Árvay Julianna (1729–1779), Árvay László (1724–1780), földbirtokos, valamint Árvay József (1733–1798) somogyi szolgabíró, földbirtokos. Árvay József feleségül vette nemes Siklossy Katalint (1747–1805), akitől született: a nőtlen gyermektelen Árvay József (1763–1814), somogyi főadószedő, és Árvay Terézia (1765–1829), akinek a férje a vizeki Tallián családból való vizeki Tallián Farkas (1763–1782) földbirtokos volt.
Árvay László feleségül vette nemes Kovács Judit úrnőt, akinek a szülei Kovács István és Kovácsevics Terézia voltak. A házasságukból sok gyermek született, azonban csak nemes Árvay György (1758–1815), földbirtokos vitte tovább a családot. Árvay György elvette ócsai Torkos Juliannát, akitől származott nemes Király Jánosné Árvay Anna, Árvay László, valamint nagymádi és várbogyai Bogyay Lászlóné Árvay Róza. Árvay György és ócsai Torkos Julianna gyermekeitől nem ismert leszármazott.

### József ága
Árvay József és Martonfalvay Klára fia Árvay Lajos, aki Zalaegerszegen született 1767-ben. Árvay Lajos, földbirtokos feleségül vette Bagodban 1794. augusztus 4-én a miskei és monostori Thassy családból való özvegy Dereskey Ferencné miskei és monostori Thassy Terézia Nepomucena (1768-1810) úrnőt, akinek a szülei miskei és monostori Thassy János, földbirtokos és rajki Rajky Terézia voltak. A menyasszonynak az apai nagyszülei miskei és monostori Thassy Ferenc, földbirtokos, aki 1747 és 1758 között zalai majd vasi és somogyi főügyész, valamint a tekintélyes dunántúli vizeki Tallián családból vizeki Tallián Borbála (1702-1781) voltak; az anyai nagyszülei felsőrajki Rajky Zsigmond, földbirtokos és Jagodics Klára voltak. Thassy Ferencné Tallián Borbálának az apai nagyanyja vizeki Tallián Gergelyné osztopáni Perneszy Julianna (fl. 1657–1715), a nagy múltra visszatekintő előkelő osztopáni Perneszy családból való osztopáni Perneszy István (fl. 1647–†1663), a zalalövői vár főkapitányának a lánya volt. Árvay József és Martonfalvay Klára lánya iszkázi Árvay Borbála, akinek az első férje miskei és monostori Thassy János, majd 1794. március 3-án Iszkázon férjhez ment Thassy Ferenc földbirtokoshoz; Árvay Borbála két férje fivérek voltak, és egyben Árvay Lajos feleségének Thassy Terézia Nepomucenénak a testvérei is voltak.
Árvay Lajos és Thassy Terézia frigyéből egy leány- és egy fiúgyermek született; a lányuk Árvay Anna (1794–1813), akit feleségül vett Bekeháza, 1809. július 21-én csáfordi Csillagh Lajos (1789–1860) az 1848-as szabadságharc alatt Zala vármegye első alispánja, illetve az 1848-as Zala megyei állandó bizottmány elnöke, táblabíró, földbirtokos; Csillagh Lajos szülei csáfordi Csillagh Ádám (1739–1798), Zala vármegye főadószedője, első alügyésze, vármegyei számvevő, földbirtokos és az előkelő zalai nemesi boldogfai Farkas családból való boldogfai Farkas Anna (1746–1804) voltak.
Árvay Lajos és Thassy Terézia fiúgyermeke, aki tovább vitte a családot ifjabb iszkázi Árvay Lajos (1795–1844), táblabíró, földbirtokos volt. Ifjabb Árvay Lajos Látrányban 1816. június 3-án vette feleségül a felsőpataki Bosnyák családból való felsőpataki Bosnyák Mária kisasszonyt, akinek a szülei felsőpataki Bosnyák Márton (1760–1813), földbirtokos, és nemes Bolla Borbála (1767–1805) voltak. Ifjabb Árvay Lajos és Bosnyák Mária leánygyermekei: iszkázi Árvay Mária (1821–1895), akinek a férje martonfalvai Martonfalvay Elek (1820–1904), a győri királyi törvényszéki elnöke, 1848/9-ben Veszprém vármegye szolgabirája és nemzetőr tiszt, földbirtokos, valamint Árvay Borbála (1826–1883), akinek a férje tubolyszeghi Tuboly Farkas, ügyvéd, tiszteletbeli zalamegyei alügyész, földbirtokos volt.
Ifjabb Árvay Lajos és Bosnyák Mária egyik fia, iszkázi Árvay István (1818–1889), jogász, ügyvéd, gyorsíró, gazdasági író és újságíró, a "Zalavármegyei Gazdasági Egyesület" elnöke 1871 és 1883 között, a Szabadelvű Párt zalaegerszegi kerület elnöke. Árvay István 1844. május 20.-án Zalaegerszegen feleségül vette a polgári származású Reisinger Karolina Erzsébetet (1827–1854), akinek a szülei Reisinger József és Adorján Mária voltak. Árvay István és Reisinger Karolina lánya Árvay Karolin (1849–1930), akinek a férje miskei és monostori Thassy Ferenc (1852–1901), földbirtokos volt. Árvay István és Reisinger Karolina fiúgyermekei: iszkázi Árvay Lajos (1852–1924) Zala vármegye alispánja, földbirtokos, vármegye bizottsági tag, a "Zalamegyei Gazdasági Egyesület" tagja, valamint iszkázi dr. Árvay István (1854–1887), jogász, ügyvéd.
Árvay Lajos (1852–1924) 1883. december 17.-én lett Zala vármegye tiszti főügyésze egészen 1895. december 17.-ig; 1895. december 17.-e és 1906. szeptember 10.-e között pedig Zala vármergye főjegyzőjeként tevékenykedett. 1906. szeptember 10.-én Zala vármegye alispánja lett, tisztség amelyet 1917. február 12.-áig töltött be. Zalaegerszegen, 1892. június 25-én feleségül vette a csáfordi Csillagh családból való csáfordi Csillagh Sarolta (1860–1935) kisasszonyt, akinek a szülei csáfordi Csillagh László (1824-1876) Zala vármegye alispánja, országgyűlési képviselő, táblabíró, az Igazságügyi minisztérium osztálytanácsosa, földbirtokos és koronghi és tropóczi Gombosy Judit (1827–1892) voltak. Az apai nagyszülei csárfordi Csillagh Lajos (1789–1860), Zala vármegye alispánja, földbirtokos és nemes Koppány Borbála (1801–1880) voltak; az anyai nagyszülei koronghi és tropóczi Gombossy Pál (1771–1844) táblabíró, földbirtokos és farkaspatyi Farkas Julianna (1789–1847) voltak. Árvay Lajos és Csillagh Sarolta frigyéből több gyermek született, köztük: Árvay István (1893–1959), alezredes, akinek az első neje Linkovics Mária, majd a második neje Brokés Klára lett.
Árvay István és Reisinger Karolina fia dr. Árvay István (1854–1887), jogász, zalaegerszegi ügyvéd, aki Zalaegerszegen, 1886. október 16-án feleségül vette csáfordi Csillagh Mária Matild (1864–1906) kisasszonyt, akinek a szülei szintén csáfordi Csillagh László (1824-1876) Zala vármegye alispánja, országgyűlési képviselő, táblabíró, az Igazságügyi minisztérium osztálytanácsosa, földbirtokos és koronghi és tropóczi Gombosy Judit (1827–1892) voltak. Árvay István ügyvéd és Csillagh Sarolta frigyéből nem maradt meg gyermek.
Ifjabb Árvay Lajos táblabíró, földbirtokos és Bosnyák Mária egy másik fia, iszkázi Árvay Sándor (1826–1914), 1848-as honvédtiszt, aki nemes Takács Etelka (1839–1899) kisasszonyt, nemes Takács Pál és Sipos Katalin lányát vette feleségül. Árvay Sándor és nemes Takács Etelka egyik fia dr. Árvay László (1862–1935), jogász, aki Zalaegerszeg, 1894. június 1-jén vette feleségül a pósfai Horváth családból való pósfai Horváth Melánia kisasszonyt, akinek a szülei pósfai Horváth Bertalan (1841-1912), zalamegyei árvaszéki elnöke és barkóczi Szmodics Gizella (1855-1939) voltak. Árvay Sándor és Takács Etelka egy másik fia iszkázi Árvay Gábor (1866–1940), nemesapáti körjegyző, akinek a neje Takács Ilona lett. Árvay Gábor nemesapáti körjegyző és Takács Ilona frigyéből született: iszkázi Árvay Ilona (1894–1987), akinek a férje várbogyai és nagymádi Bogyay Kálmán (1882–1956), zalaszentmihályi főjegyző volt.

## A család címere
A család címere (1690): Kékben jobbra ágaskodó, kettős-farkú arany oroszlán jobbjában kardot, baljával üstökénél török főt tart. Sisakdísz: nyílt fekete sasszárny pár között könyöklő kar kardot tart. Takarók: kék-arany, vörös-ezüst. 

## A család kiemelkedő tagjai
- Árvay István (1818–1889),[7] jogász, ügyvéd, gyorsíró, gazdasági író és újságíró, a "Zalavármegyei Gazdasági Egyesület" elnöke 1871 és 1883 között, a Szabadelvű Párt zalaegerszegi kerület elnöke.
- Árvay Sándor (1826–1914), 1848-as honvédtiszt.
- Árvay Lajos (1852–1924) Zala vármegye alispánja, földbirtokos, vármegye bizottsági tag, a "Zalamegyei Gazdasági Egyesület" tagja.